# Awraham Szapira
Awraham Szapira (hebr. ‏אברהם שפירא‎, ur. 1911 w Jerozolimie, zm. 27 września 2007 tamże) – izraelski rabin, aszkenazyjski naczelny rabin Izraela w latach 1983–1993.

## Życiorys
Jego dziadek, Hirsz Szapira, pochodził z Krakowa.
Urodził się w rodzinie dajanów. W młodości studiował w jesziwach Ec Chaim i Hebron w Jerozolimie. Następnie został nauczycielem w jesziwie Merkaz ha-Raw, a w 1982 roku jej rosz jesziwą. W 1956 roku naczelny rabin Jicchak Halewi Herzog powołał go w skład sądu rabinicznego w Jerozolimie, a w 1961 roku został jego przewodniczącym.
Od 1974 roku zasiadał w składzie najwyższego sądu rabinicznego, a w 1980 roku został członkiem rady Naczelnego Rabinatu. W 1983 roku został wybrany naczelnym rabinem Izraela, jego sefardyjskim odpowiednikiem był Mordechaj Elijahu. Po 1993 roku był przeciwnikiem porozumień z Oslo. Uznawany był za duchowego przywódcę Narodowej Partii Religijnej.
Był żonaty z Pniną, siostrą rabina Szaloma Natana Raanana. Miał czterech synów, jeden z nich, Jaakow Szapira, został rabinem i rosz jesziwą Merkaz ha-Raw. Został pochowany na cmentarzu na Górze Oliwnej.